# جوناس ساكوواها
جوناس ساكوواها (بالإنجليزية: Jonas Sakuwaha)‏ (مواليد 22 يوليو 1983 في زامبيا) لاعب كرة قدم زامبي لعب لصالح نادي الدرجة الأولى لوريان الفرنسي منذ 2009 في مركز الجناح ومنذ يناير 2011 حتى الآن يلعب كمهاجم في نادي المريخ السوداني وحاز معه على لقب الدوري السوداني وهداف الدوري السوداني برصيد 19 هدف.

## روابط خارجية
- جوناس ساكوواها على موقع رابطة كرة القدم الفرنسية للمحترفين (الإنجليزية)
- جوناس ساكوواها على موقع قاعدة بيانات كرة القدم.إي يو (الإنجليزية)
- جوناس ساكوواها على موقع ناشيونال فوتبول تيمز (الإنجليزية)
- جوناس ساكوواها على موقع Soccerway.com (الإنجليزية)
- جوناس ساكوواها على موقع كووورة